# Slovak Juniors 2012
Das Slovak Juniors 2012 als bedeutendstes internationales Nachwuchsturnier der Slowakei im Badminton fand vom 9. bis zum 11. November 2012 in Dubnica nad Váhom statt.

## Sieger und Platzierte der Junioren U19
| Disziplin    | Gold                               | Silber                             | Bronze                                |
| ------------ | ---------------------------------- | ---------------------------------- | ------------------------------------- |
| Herreneinzel | Adam Mendrek                       | Shokhzod Gulomzoda                 | Filip Špoljarec                       |
| Herreneinzel | Adam Mendrek                       | Shokhzod Gulomzoda                 | Ivan Tucaković                        |
| Dameneinzel  | Victoria Dergunova                 | Martina Repiská                    | Anastasia Ronzhina                    |
| Dameneinzel  | Victoria Dergunova                 | Martina Repiská                    | Kristina Averkina                     |
| Herrendoppel | Miłosz Bochat Mateusz Świerczyński | Maciej Dąbrowski Dominik Stebnicki | Filip Špoljarec Ivan Tucaković        |
| Herrendoppel | Miłosz Bochat Mateusz Świerczyński | Maciej Dąbrowski Dominik Stebnicki | Kamil Jędrys Dominik Ziętek           |
| Damendoppel  | Maja Pavlinić Dorotea Sutara       | Katarina Galenić Lucija Vlah       | Victoria Dergunova Anastasia Stogova  |
| Damendoppel  | Maja Pavlinić Dorotea Sutara       | Katarina Galenić Lucija Vlah       | Kristina Averkina Anastasia Nesterova |
| Mixed        | Filip Špoljarec Lucija Vlah        | Dávid Balucha Nikoleta Bálintová   | Denis Verner Victoria Dergunova       |
| Mixed        | Filip Špoljarec Lucija Vlah        | Dávid Balucha Nikoleta Bálintová   | Dmitrii Riabov Vitaliya Chigintseva   |